# Catalogul colecției ABC (Editura Ion Creangă)
Editura Ion Creangă a lansat sub numele ABC o serie de volume de popularizare a științei, de cultură generală, de istorie și de tehnică. Fiecare volum are 16 pagini 160 x 110 mm și conține ilustrații.

## Lista
| Nr. | Data apariției | Autor(i)           | Titlu                                 | Ilustrator        | Note / Ref.   |
| --- | -------------- | ------------------ | ------------------------------------- | ----------------- | ------------- |
| 1   |                |                    | Comuna din Paris                      |                   | [ 3 ]         |
| 2   |                |                    | Racheta                               |                   | [ 4 ]         |
| 3   |                |                    | Cum au fost domesticite animalele     |                   | [ 5 ]         |
| 4   |                |                    | Valea bucuriei                        |                   | [ 6 ]         |
| 5   | 1972           | Rodica Ionescu     | Galaxiile                             | Damian Petrescu   | [ 7 ]         |
| 6   |                |                    | Patria, cel mai frumos cuvânt         |                   | [ 8 ]         |
| 7   |                |                    | Viața subacvatică din râuri și lacuri |                   | [ 9 ]         |
| 8   |                |                    | Electricitatea                        |                   | [ 10 ]        |
| 9   |                |                    | Ce povestesc ogoarele                 |                   | [ 11 ]        |
| 10  |                |                    | Magnetul                              |                   | [ 12 ]        |
| 11  |                |                    | Henri Coandă                          |                   | [ 13 ]        |
| 12  |                |                    | Viața subacvatică din mări și oceane  |                   | [ 14 ]        |
| 13  |                | Aurelian Băltărețu | Aurel Vlaicu                          | Adrian Dumitrache | [ 15 ]        |
| 14  | ?              | Liviu Macoveanu    | Tele...cuvîntul magic                 | Damian Petrescu   | ed. II - 1977 |
| 15  |                |                    | Pinguini                              |                   | [ 17 ]        |
| 16  | 1973           | Liviu Macoveanu    | Locomotive românești                  | N. Nobilescu      | [ 18 ]        |
|     | 1974           | Modest Gutu        | Grigore Antipa                        | Damian Petrescu   | [ 19 ]        |
|     | 1975           | Liviu Macoveanu    | Automobilul                           | Albin Stănescu    | [ 20 ]        |
|     |                |                    |                                       |                   | [ 21 ]        |
|     | 1976           | Liviu Macoveanu    | Energia atomică                       | N. Nobilescu      | [ 22 ]        |
|     | 1976           | Andrei Bacalu      | Zborurile cosmice                     | Damian Petrescu   | [ 23 ]        |
|     | 1977           | Nicolae Dragoș     | La stema țării                        | Miturca Ion       | [ 24 ]        |
|     | 1977           | Constantin Mocanu  | 1877 anul biruinței                   | Dumitru Ionescu   | [ 25 ]        |
|     | 1977           | Darius Sandu       | Celula fotoelectrică                  | Nicolae Claudiu   | [ 26 ]        |
|     | 1978           | Victor Tufescu     | Pământul se învârtește                | Damian Petrescu   | [ 27 ]        |
|     | 1979           | Liviu Macoveanu    | Puterea aburului                      | N. Nobilescu      | [ 28 ]        |
|     | 1979           | George Șovu        | Capitala țării mele                   | Petre Hagiu       | [ 29 ]        |
|     |                |                    |                                       |                   | [ 30 ]        |
|     | 1980           | Victor Laiber      | Energia                               | Petre Hagiu       | [ 31 ]        |
|     | 1980           | Constantin Mocanu  | Burebista                             | Damian Petrescu   | [ 32 ]        |
|     | 1982           | Julieta Marinescu  | Celula universul vieții               | Anton Iasinschi   | [ 33 ]        |
|     | 1984           | Modest Gutu        | Acvanauții, cuceritori ai adâncurilor | Gyalai Istvan     | [ 34 ]        |
|     | 1984           | Sabin Vâlceanu     | Lumina                                | Hagiu Petre       | [ 35 ]        |
|     | 1985           | Julieta Marinescu  | Apa                                   | Petre Hagiu       | [ 36 ]        |

## Vezi și
- Catalogul colecției Alfa